# Vladimir Perišić
Vladimir Perišić (Belgrad, 1976) és un director de cinema serbi.
L'any 2003 publica Dremano oko, el seu film de diplomatura; i el 2009 debuta amb el llargmetratge Ordinary People, una al·legoria a les Guerres dels Balcans ubicada en un país indeterminat.
El 2023 va presentar Lost Country, pel·lícula sobre l'etapa d'Slobodan Milosevic al capdavant de Sèrbia, i que formà part de la secció oficial de la Mostra de València.